# Rasim Aliyev
Pour les articles homonymes, voir Aliyev.
Rasim Aliyev (Rasim Həsən oğlu Əliyev), né le 16 juillet 1934 à Gandja et mort le 13 novembre 2021, est un architecte émérite soviétique, puis azerbaïdjanais. Lauréat du Prix d'État de l'URSS (1982). Il est le fils de l’académicien Hasan Aliyev.

## Biographie
Rasim Aliyev est né le 16 juillet 1934 à Gandja dans la famille de l'académicien Hasan Aliyev, éminent intellectuel et scientifique.
Le 18 juillet 2014, une cérémonie dédiée au 80e anniversaire de Rasim Hasan oğlu Aliyev a lieu au Centre international de Mugam. L'événement comprenait une exposition de photos d'œuvres architecturales créées par l'architecte au cours de différentes années, ainsi qu'une exposition de peintures à l'huile et à l'aquarelle. Le diplôme de l'Union des architectes d'Azerbaïdjan lui est présenté lors de l'événement.

## Parcours professionnel
Diplômé de l'Institut polytechnique (1958). En 1958-1965, il travaille à l'Institut du Projet d'État azerbaïdjanais (par intermittence). Plus tard, en 1965-1974 il est adjoint du Premier architecte en chef de Bakou et architecte en chef en 1974-1988. Dans les années 1980 et 1988 il était secrétaire de l'Union des architectes de l’Azerbaïdjan. En 1992, il est devenu membre à part entière de l'Académie internationale d'architecture des pays de l’Orient. Il est vice-président de l'Union des architectes de l’Azerbaïdjan. Projets sur la planification et la construction de Bakou et d'autres villes de la république tels que
- bâtiments résidentiels à Bakou,
- Maison d'hôtes du Cabinet des Ministres,
- st. métro Amitié du Peuple (projet commun),
- Palais de la Culture à Khirdalan,
- Palais de la Cultureet la place centrale de Guba pour 600 places.

Il est l'auteur des projets suivants qui se distinguent par leurs compositions intéressantes volumiques et leur monumentalité:
- aéroports internationaux Heydar Aliyev de Bakou et de Nakhitchevan
- principaux parcs de la ville
- bâtiment de l'Ambassade d'Azerbaïdjan en Turquie
- mausolée de H.Djavid à Nakhitchevan (marbre, granit 1996; l'auteur de la sculpture est O. Eldarov)

R.Aliyev a également donné un projet architectural d'un certain nombre de monuments à Bakou (R.Zorge, sculpteur V.Y.Sigal; monument à H.Djavid, sculpteur O.Eldarov, etc.).

## Distinctions
- Ordre Chohrat (Gloire)
- Charaf (Honneur)
- Istiglal (Indépendance)